# 27 de febrero
El 27 de febrero es el 58.º (quincuagésimo octavo) día del año en el calendario gregoriano. Quedan 307 días para finalizar el año y 308 días en los años bisiestos.

## Acontecimientos
- 720 a. C.: en China, Confucio registra el primero de una lista de 36 eclipses solares.[1]
- 380: el emperador Teodosio I publica el Edicto de Tesalónica en donde se decreta el cristianismo niceno (actual religión católica) como la religión oficial del Imperio romano.
- 1537: el rey Carlos I crea la infantería de marina española, la cual es la más antigua del mundo.
- 1560: James Hamilton, actuando como gobernador de Escocia y en el marco de la Reforma Escocesa, firma con los ingleses el Tratado de Berwick para actuar conjuntamente en la expulsión de los franceses de Escocia.[2]
- 1594: Enrique IV es coronado como Rey de Francia.
- 1767: pragmática sanción de Carlos III de España por lo que se expulsa a los jesuitas de todos los dominios de la Monarquía española.
- 1782: durante el sitio británico contra Gibraltar, una granada alcanza al escritor José Cadalso y le causa la muerte.
- 1801: España declara a Portugal la Guerra de las Naranjas.
- 1807: el marinero Alejandro Malaspina da cuenta al virrey de Buenos Aires de haber practicado un reconocimiento de la Tierra del Fuego y de la costa patagónica y explorado los ríos Santa Cruz y Gallegos.
- 1811: en la Banda Oriental (actual Uruguay) un grupo de revolucionarios deciden emprender las primeras acciones contra la Corona de España que tendrán lugar al día siguiente con el episodio conocido como el Grito de Asencio.[3][4]
- 1812: en la aldea de Rosario (Argentina), el general y abogado Manuel Belgrano, iza por primera vez la bandera que daría origen a la actual  de la Argentina, durante la gesta por la independencia de las Provincias Unidas del Río de la Plata.
- 1829: la Gran Colombia derrota a los ejércitos invasores del Perú en la batalla del Portete de Tarqui.
- 1843: en Guinea Ecuatorial una expedición española realiza la ocupación efectiva de la isla de Fernando Poo (actual isla de Bioko).
- 1844: la República Dominicana se independiza definitivamente de Haití, tras 22 años de dominación. El general Pedro Santana es designado presidente. Es la primera vez que se utiliza ese nombre para referirse a la media isla.
- 1852: en la República de la Nueva Granada (actual Panamá) se funda la ciudad de Colón.
- 1853: en España se inaugura la primera locomotora, a la que se denominó Española.
- 1855: el Istmo de Panamá se erige en Estado federal mediante un acto adicional a la Constitución de Panamá.
- 1864: en Tabasco (México), los nacionales expulsan a las tropas invasoras francesas en la Toma de San Juan Bautista.
- 1874: en la Sierra Maestra (Cuba), un grupo de españoles asesina al general Carlos Manuel de Céspedes (líder independentista de Cuba) en su finca de San Lorenzo, donde se había refugiado tras ser destituido por la Cámara como presidente de la República de Cuba en Armas.
- 1879: en República Dominicana, Cesáreo Guillermo y Bastardo inicia su segundo mandato como presidente.
- 1879: Chile ocupa la ciudad boliviana de Antofagasta.
- 1880: en Arica (Chile), en el marco de la guerra del Pacífico, se libra un combate naval. En él muere el comandante Manuel Thompson.
- 1881: en Sudáfrica, las tropas británicas derrotan a los bóeres.
- 1900: en Alemania se funda el FC Bayern de Múnich.
- 1900: en Londres, la Conferencia de los Sindicatos Socialistas funda el Partido Laborista británico.
- 1901: en Transvaal (Sudáfrica) fracasa la Conferencia de Paz.
- 1904: en el lago Baikal los rusos concluyen el tendido de una vía férrea sobre el hielo.
- 1905: el escritor ruso Máximo Gorki es liberado bajo fianza y exiliado en Riga.
- 1908: en España se crea el Instituto Nacional de Previsión.
- 1909: en España dimite el general Primo de Rivera, ministro de la Guerra.
- 1912: el gobernador británico de Sudán, Herbert Kitchener, inaugura el ferrocarril entre Jartum y El-Obeid, de 375 km de longitud.
- 1916: en Barcelona (España) se inaugura la plaza de toros llamada "la Monumental", con capacidad para 23 000 espectadores.
- 1916: en Mallorca (islas Baleares) se funda el Real Club Deportivo Mallorca.
- 1917: en Petrogrado (San Petersburgo) se produce una insurrección popular que sigue a las manifestaciones de protesta contra el hambre, la carestía y los reclutamientos forzosos.
- 1918: en la Unión Soviética, León Trotski crea el Ejército Rojo.
- 1919: en San Salvador (capital de El Salvador) un incendio destruye el Palacio Municipal.
- 1919: en Finlandia, la Dieta proclama la instauración de la República.
- 1920: en la República de Weimar se estrena El Gabinete del doctor Caligari, de Robert Wiene, muestra cinematográfica del expresionismo alemán.
- 1924: en Barcelona, una nevada causa varias muertes; se suspende el servicio de tranvías, y se interrumpen las comunicaciones telefónicas y telegráficas interurbanas.
- 1933: en Alemania, el albañil neerlandés Marinus van der Lubbe incendia el edificio del Reichstag.
- 1937: en España, la dictadura de Franco restablece la Marcha de Granaderos como himno nacional y establece como oficiales el Cara al sol, Oriamendi y el Himno de la Legión.
- 1937: en el marco de la guerra civil española, concluye la batalla del Jarama con un contraataque republicano dirigido por el general Miaja, que fue detenido.
- 1939: Francia e Inglaterra reconocen como legítima a la dictadura del general Franco. Desde el comienzo de la guerra civil española se contabilizan en Cataluña 1,3 millones de refugiados. Solo en Barcelona existían 0,5 millones. A partir del 1 de marzo podrán evacuarse diariamente unas 5000 personas.
- 1940: se descubre el isótopo carbono-14
- 1940: en Barcelona se estrena la película La Dolores, protagonizada por Conchita Piquer.
- 1940: en Madrid se publica el primer número de la Revista Semana.
- 1941: en Londres, la Cámara de los Comunes expresa de manera unánime su confianza en Winston Churchill.
- 1942: Batalla del mar de Java: importante victoria japonesa que condena la defensa de las Indias Orientales Neerlandesas.
- 1942: Inglaterra devuelve a Venezuela la Isla de Patos, reconociendo la jurisdicción del golfo de Paria.
- 1942: el mariscal Philippe Pétain garantiza a Estados Unidos que la flota francesa no caerá en manos alemanas.
- 1942: incursión de los comandos aliados en Bruneval (Francia).
- 1943: Bastia (Córcega) es ocupada por los aliados.
- 1943: en empresas alemanas comienzan a detenerse y deportarse a los empleados judíos.
- 1945: en Filipinas, el general estadounidense MacArthur nombra al presidente títere Sergio Osmeña.
- 1946: el Gobierno francés cierra las fronteras con España.
- 1950: se constituye en el Reino Unido el segundo Gobierno laborista de Clement Attlee.
- 1952: en Santiago de Chile se funda la Universidad Técnica del Estado de Chile, hoy Universidad de Santiago de Chile.
- 1954: el presidente egipcio Muhammad Naguib recupera el poder, del que había sido despojado por el Consejo Militar de la Revolución dirigido por Gamal Abdel Nasser, quien continúa como presidente del Consejo de Ministros.
- 1962: en la India, el Partido del Congreso gana las elecciones generales, y logra 354 de los 494 escaños del Parlamento.
- 1963: Juan Bosch toma posesión como presidente de la República Dominicana tras la muerte del dictador Rafael Leónidas Trujillo.
- 1963: se funda la Organización para Estudios Tropicales en Costa Rica.
- 1965: en el marco de la guerra de Vietnam (1955-1975), con la aprobación del presidente Lyndon B. Johnson, la aviación y artillería estadounidense inician la escalada en la guerra contra Vietnam del Norte.
- 1965: el Ministerio de Información español retira el carnet de corresponsal extranjero al enviado del diario francés Le Monde, por su información sobre los disturbios universitarios.
- 1967: Antigua y Barbuda decretan su bandera nacional.
- 1971: en Cali (Colombia), a causa de graves disturbios, se declara el estado de sitio en todo el territorio nacional.
- 1971: en la costa oriental de Brasil, una marea viva y las inundaciones provocadas por ella ocasionan 50 víctimas mortales.
- 1973: en la ciudad estadounidense de Wounded Knee (Dakota del Sur) una revuelta armada de 200 indios toma a 11 blancos como rehenes.
- 1973: el boxeador español Pedro Carrasco se retira del deporte.
- 1974: en Venezuela, Las Tetas de María Guevara (en la isla Margarita) son declaradas parque nacional.[5]
- 1974: en Etiopía se realiza una sublevación militar contra el Gobierno, que presenta su dimisión al emperador Haile Selassie.
- 1974: dimite el Gobierno francés de Pierre Messmer.
- 1974: en la Provincia de Córdoba (Argentina), sucede el Navarrazo: el jefe policial depone al gobierno constitucional de Ricardo Obregón Cano con la anuencia del Gobierno nacional.
- 1976: en el Sahara Occidental, el Frente Polisario proclama la República Árabe Saharaui Democrática.
- 1980: en Bogotá (Colombia), guerrilleros del M-19 (Movimiento 19 de Abril) asaltan y ocupan la embajada de República Dominicana durante una recepción diplomática para celebrar la fiesta nacional de ese país.
- 1981: en todas las capitales españolas se realizan manifestaciones multitudinarias en apoyo del sistema democrático y en rechazo del intento de golpe de Estado del 23 de febrero.
- 1983: en el País Vasco, los parlamentarios del partido Herri Batasuna pierden todos los derechos en el Parlamento Vasco al no acudir a tomar posesión de sus cargos.
- 1983: en la ciudad de Bogotá (Colombia) se inaugura el parque Jaime Duque.
- 1985: en Austria, la policía descubre una amplia red de tráfico de fetos para su utilización en la industria cosmética.
- 1988: en Cantabria y Asturias se registran fuertes nevadas, con incomunicación de numerosos pueblos.
- 1989: en Caracas (Venezuela) se inician una serie de manifestaciones y saqueos ―conocidos como el Caracazo―, luego de la implantación de un paquete de medidas económicas por el Gobierno del socialdemócrata Carlos Andrés Pérez con supervisión del FMI (Fondo Monetario Internacional).
- 1991: el presidente Bush anuncia el fin de las hostilidades en la guerra del Golfo y conmina a Irak a que acepte las doce resoluciones del Consejo de Seguridad de la ONU.
- 1995: Luis Roldán es conducido en avión desde Bangkok (Tailandia) a Madrid (España), vía Roma, por el grupo policial especial encargado de su búsqueda, tras 305 días de fuga por varios continentes.
- 1996: en Tokio (Japón) Nintendo lanza al mercado los primeros juegos de Pokémon, siendo así la edición Roja (Aka, en japonés) y Verde (Midori, en japonés). Juegos que llegaron a Occidente como Red y Blue en 1998.
- 1999: en Puerto Madero (Buenos Aires), el músico argentino Charly García realiza el recital de mayor convocatoria en la historia de ese país al convocar a 600,000 espectadores durante el festival Buenos Aires Vivo 3".
- 2001: es inaugurada en Autlán de Navarro(Jalisco), en el marco del Carnaval Autlán 2001, la plaza Carlos Santana en honor al músico autlense; además de colocar una estatua de él en la Rotonda de los Músicos Autlenses.
- 2004: en España, Juan Costa (ministro de Ciencia y Tecnología), anuncia la instalación en ese país del mayor superordenador de Europa.
- 2010: en Chile a las 3:34 (hora local), un fuerte terremoto de una magnitud de 8,8 sacude el país. La tragedia produce cerca de 799 muertos, más de 2 millones de damnificados y numerosos daños materiales en más de 7 regiones del país.
- 2010: en Japón, un terremoto de magnitud 7,3 en la escala de Richter a las 5:30 (hora local) sacude el sur del país afectando a las islas de Okinawa, Amami y Tokara.[6]
- 2010: en Argentina, un sismo de una magnitud de 6,1 en la escala de Richter, con epicentro a 15 km de la ciudad de Salta, produce dos muertos, algunos heridos y leves daños materiales.[7]
- 2012: en Yemen, Abd Rabbuh Mansur al-Hadi asume la presidencia acabando con el gobierno autocrático de Ali Abdullah Saleh que duró 33 años en dicho país.[8]
- 2020: en Italia, el Gobierno cierra por primera vez una ciudad (Casalpusterlengo) tras la aparición de varios afectados por el COVID-19.
- 2022: en marco de la invasión rusa a Ucrania, las potencias occidentales acordaron vetar a ciertos bancos rusos del sistema financiero Swift.[9]

## Nacimientos
- 272: Constantino I el Grande, emperador romano entre 306 y 337 (f. 337).
- 1500: João de Castro, aristócrata portugués (f. 1548).
- 1606: Laurent de La Hyre, pintor barroco francés (f. 1656).
- 1630: Roche Brasiliano, pirata neerlandés (f. 1671).
- 1691: Edward Cave, impresor, editor y redactor inglés (f. 1754).
- 1766: Álvaro Flórez Estrada, político y economista español (f. 1853).
- 1785: Manuel Rodríguez, guerrillero chileno (f. 1818).
- 1791: Vincenzo Tineo, botánico italiano (f. 1856).
- 1793: Baldomero Espartero, militar y político español (f. 1879).
- 1799: Edward Belcher, explorador británico (f. 1877).
- 1799: Frederick Catherwood, explorador, dibujante, arquitecto y fotógrafo británico (f. 1854).
- 1807: Henry Wadsworth Longfellow, poeta estadounidense (f. 1882).
- 1823: Ernest Renán, escritor, filólogo, filósofo, arqueólogo e historiador francés (f. 1892).
- 1833: Leandro Valle, militar y diputado liberal mexicano (f. 1861).
- 1845: Ricardo Bellver, escultor español (f. 1924).
- 1846: Joaquín Valverde, compositor de zarzuelas español, padre del compositor Quinito Valverde (f. 1910).
- 1848: Sir Hubert Parry, compositor británico (f. 1918).
- 1861: Rudolf Steiner, esoterista y filósofo austriaco, fundador de la antroposofía (f. 1925).
- 1863: Tomás Cullen, abogado y político argentino (f. 1940).
- 1863: Joaquín Sorolla, pintor español (f. 1923).
- 1869: Alice Hamilton, médica e investigadora estadounidense (f. 1970).

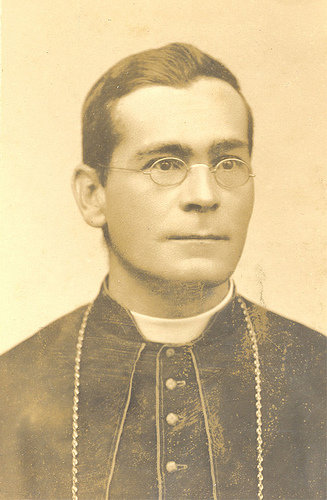
Manuel Antonio Arboleda Scarpetta.

- 1870: Manuel Antonio Arboleda Scarpetta, religioso católico colombiano, arzobispo de Popayán (Colombia) (f. 1923).
- 1882: José Vasconcelos, escritor, educador y filósofo mexicano (f. 1959).
- 1888: Lotte Lehmann, cantante alemana (f. 1976).
- 1890: Freddie Keppard, músico de jazz estadounidense (f. 1933).
- 1892. William Demarest, actor estadounidense (f. 1983).
- 1893: José Artés de Arcos, empresario español (f. 1985).
- 1895: Rodolfo Llopis, dirigente socialista español (f. 1983).
- 1897: Marian Anderson, cantante estadounidense (f. 1993).
- 1897: Manuel Gómez Morin, político mexicano, fundador del Partido Acción Nacional (f. 1972).
- 1899: Charles Best, médico canadiense (f. 1978).
- 1902: Gene Sarazen, golfista estadounidense (f. 1999).
- 1902: John Steinbeck, escritor estadounidense, premio Nobel de Literatura en 1962 (f. 1968).
- 1904: André Leducq, ciclista francés (f. 1980).
- 1904: Yuli Jaritón, físico ruso (f. 1996).
- 1905: Franchot Tone, actor estadounidense (f. 1968).
- 1907: Mildred Bailey, cantante estadounidense de jazz (f. 1951).
- 1910: Joan Bennett, actriz estadounidense (f. 1990).
- 1912: Lawrence Durrell, escritor y novelista británico (f. 1990).
- 1915: Leopoldo Castedo, historiador español nacionalizado chileno (f. 1999).
- 1916: Antonio Rivera Ramírez, político español (f. 1936).
- 1917: John Connally, político estadounidense (f. 1993).
- 1917: Nathán Pinzón, actor, crítico y libretista argentino (f. 1993).
- 1922: Fernando José Trejos Escalante, médico y político costarricense (f. 2003).
- 1923: Dexter Gordon, jazzista estadounidense (f. 1990).
- 1924: Patria Mirabal, activista política dominicana (f. 1960).
- 1925: Marin Constantin, director de orquesta y compositor rumano (f. 2011).
- 1926: Manuel Antín, cineasta argentino.
- 1926: Miroslava Stern, actriz mexicana (f. 1955).
- 1926: David Hunter Hubel, médico canadiense-estadounidense, premio Nobel de Medicina en 1981 (f. 2013).
- 1926: Jorge Kaplán, médico cirujano y político chileno (f. 2009).
- 1926: Martha Mercader, escritora argentina (f. 2010).
- 1928: Ramón Valls Plana, filósofo español (f. 2011).
- 1929: Floria Bloise, actriz argentina (f. 2012).
- 1929: Pedro León Zapata, pintor, escritor, caricaturista y humorista venezolano (f. 2015).
- 1929: Djalma Santos, futbolista brasileño (f. 2013).
- 1930: Joanne Woodward, actriz estadounidense.
- 1931: Graciela Fernández Meijide, activista y política argentina.
- 1932: Elizabeth Taylor, actriz estadounidense (f. 2011).
- 1932: Alieto Guadagni, economista argentino.
- 1934: Vincent Fourcade, diseñador de interiores franco-estadounidense (f. 1992).
- 1934: N. Scott Momaday, escritor estadounidense (f. 2024).
- 1934: Ralph Nader, activista y abogado estadounidense.
- 1935: Luisa Durán, primera dama chilena.
- 1935: Mirella Freni, soprano italiana (f. 2020).
- 1939: Perlita de Huelva, cantante española.
- 1939: Kenzō Takada, diseñador japonés conocido como "Kenzo" por su casa de ropas y perfumes (f. 2020).
- 1939: Peter Revson, piloto estadounidense de Fórmula 1 (f. 1974).
- 1941: Paddy Ashdown, político británico (f. 2018).
- 1942: Robert H. Grubbs, científico estadounidense, premio nobel de química en 2005 (f. 2021).
- 1942: Miguel Ángel Santoro, futbolista y entrenador argentino.
- 1942: Klaus-Dieter Sieloff, futbolista alemán (f. 2011).
- 1943: Morten Lauridsen, compositor estadounidense.
- 1943: Carlos Alberto Parreira, entrenador de fútbol brasileño.
- 1944: Roger Scruton, filósofo y escritor británico (f. 2020).
- 1945: Carl Anderson, cantante y actor estadounidense (f. 2004).
- 1945: Daniel Olbrychski, actor polaco.
- 1945: Danny Rivera, cantante y pacifista puertorriqueño.
- 1945: Leopoldo Valiñas Coalla, lingüista, investigador y académico mexicano (f. 2022).
- 1947: Giuseppe Bertolucci, cineasta y guionista italiano (f. 2012).
- 1947: Sebastián Fleitas, futbolista paraguayo (f. 2000).
- 1947: Gidon Kremer, director de orquesta y violinista letón.
- 1947: Adriana Delpiano, política chilena.
- 1947: Sonia Manzano, escritora ecuatoriana.
- 1948: Gervasio, cantante uruguayo (f. 1990).
- 1948: Enrique Cerezo, presidente del Atlético de Madrid.
- 1949: Urbano Moraes, músico uruguayo.
- 1949: Debra Monk, actriz estadounidense.
- 1950: Franco Moschino, diseñador de moda italiano (f. 1994).
- 1950: Gustavo Suárez Pertierra, político español.
- 1950: Enrique Torres, escritor, dramaturgo y productor argentino.
- 1950: Piet van Katwijk, ciclista neerlandés (f. 2025).
- 1953: Ian Khama, expresidente de Botsuana.
- 1954: María Elvia Amaya Araujo, política y empresaria mexicana (f. 2012).
- 1954: Neal Schon, guitarrista estadounidense.
- 1954: Enrique Norten, arquitecto mexicano.
- 1956: Angela Aames, actriz estadounidense (f. 1988).
- 1956: Antonio Trevín Lombán, político español.
- 1957: Danny Antonucci, animador canadiense.
- 1957: Adrian Smith, guitarrista británico, de la banda Iron Maiden.
- 1957: Timothy Spall, actor británico.
- 1957: Osvaldo Wehbe, relator y periodista de fútbol argentino (f. 2020).
- 1958: Hugo de León, jugador y entrenador de fútbol uruguayo.
- 1958: Ana María Rodríguez, escritora científica infantil estadounidense, de origen argentino-venezolano.
- 1959: Geir Botnen pianista noruego.
- 1960: Andrés Gómez, tenista ecuatoriano.
- 1962: Adam Baldwin, actor estadounidense.
- 1962: Grant Show, actor estadounidense.
- 1963: Soledad Giménez, cantante y compositora española.
- 1963: Pablo De Santis, escritor argentino.
- 1966: Fernando Solís Lara, locutor chileno.
- 1966: Claudio Pocho Lepratti, militante social argentino, asesinado (f. 2001).
- 1966: Donal Logue, actor canadiense.
- 1967: Jonathan Ive, diseñador británico, vicepresidente Sénior de Diseño de Apple.
- 1968: Gaetano Di Vaio, actor italiano (f. 2024).
- 1969: José Antonio Meade Kuribreña, político mexicano.
- 1970: Roberto Caballero, periodista y ensayista argentino.
- 1970: Matthias Lechner, diseñador alemán de cine.
- 1972: Alberto Felípez Ventureira, futbolista español.
- 1973: Ali Tabatabaee, vocalista iraquí, de la banda Zebrahead.
- 1973: Li Bingbing, actriz y cantante china.
- 1974: Colin Edwards, motociclista australiano.
- 1974: Carolina Fadic, actriz chilena (f. 2002).
- 1974: Omar Mireles Penilla, escritor, profesor, guionista y poeta mexicano.
- 1975: Ana Kohler, cantautora peruana.
- 1975: Aitor González, ciclista español.
- 1976: Barry Opdam, futbolista neerlandés.
- 1977: Pedro Sala, baloncestista español.
- 1978: Ismael Santiago López, futbolista español.
- 1979: Adriana Campos, actriz colombiana (f. 2015).
- 1979: Santiago Pedrero, actor argentino.
- 1979: Jandro, futbolista español.
- 1979: Lee Yong-shin, actriz surcoreana.
- 1979: Andrzej Niedzielan, futbolista polaco.
- 1980: Don Diablo (DJ), DJ y productor neerlandés.
- 1980: Chelsea Clinton, hija de Bill y Hillary Clinton.
- 1980: Iván Hernández, futbolista español.
- 1980: Bobby Valentino, cantante estadounidense.
- 1981: Josh Groban, cantautor y barítono estadounidense.
- 1982: Luca Fainello, cantautor italiano, de la banda Sonohra.
- 1982: Ali Bastian, actriz británica.
- 1983: Kate Mara, actriz estadounidense.
- 1983: Sandra Hernández, actriz colombiana.
- 1984: David Noel, baloncestista estadounidense.
- 1984: Aníbal Sánchez, beisbolista venezolano.
- 1984: Yasser Al-Mosailem, futbolista saudí.
- 1984: Daniela Navarro, actriz y modelo venezolana.
- 1984: Lotta Schelin, futbolista sueca.
- 1985: Thiago Neves, futbolista brasileño.
- 1985: Roberto Santamaría Ciprián, futbolista español.
- 1986: Yovani Gallardo, beisbolista mexicano.
- 1986: Pietro Pipolo, futbolista italiano.
- 1987: Maximiliano Morález, futbolista argentino.
- 1987: Juraj Piroska, futbolista eslovaco.
- 1988: Gastón Ferrante, piloto argentino de automovilismo.
- 1989: Leslie Shaw, cantante, compositora, bailarina, modelo y actriz peruana.
- 1989: Josito Di Palma, piloto de automovilismo argentino.
- 1990: Michal Frydrych, futbolista checo.
- 1990: Marta Torrejón, futbolista española.
- 1991: Hiroshi Ibusuki, futbolista japonés.
- 1992: Jonjo Shelvey, futbolista británico.
- 1992: Vasil Shkurtaj, futbolista albanés.
- 1993: Alphonse Aréola, futbolista francés.
- 1994: Hou Yifan, ajedrecista china.
- 1994: Rie Takahashi, seiyū japonesa.
- 1996: Zacarías Bonnat, levantador de pesas dominicano.
- 1997: Ronaldo Lucena, futbolista venezolano.
- 1997: Kristian Dimitrov, futbolista búlgaro.
- 1997: Mateusz Lis, futbolista polaco.
- 1998: Todd Cantwell, futbolista británico.
- 1998: Elisa Balsamo, ciclista italiana.
- 1998: Enzo Zárate, futbolista argentino.
- 1998: Chevez Goodwin, baloncestista estadounidense.
- 1999: Sergey Volkov, futbolista bielorruso.
- 1999: Valeriy Bondar, futbolista ucraniano.
- 1999: William De Camargo, futbolista brasileño.
- 1999: Karla Ayala Villalobos, abogada y política mexicana.
- 1999: Jhevaughn Materson, atleta jamaicano.
- 1999: Boubakary Soumaré, futbolista francés.
- 1999: Iryna Jriashchevska, yudoca ucraniana.
- 1999: Adrián Morejón, beisbolista cubano.
- 2000: Edgar Elizalde, futbolista uruguayo.
- 2000: Juan Daniel García Treviño, actor y músico mexicano.
- 2000: Soňa Stanovská, piragüista eslovaca.
- 2001: Mariano Navone, tenista argentino.
- 2001: Mohammed Emad, futbolista catarí.
- 2002: Fausto Molina, actor peruano.

## Fallecimientos
- 1706: John Evelyn, escritor y jardinero británico (n. 1620).
- 1750: Alberto de Churriguera, arquitecto español  (n. 1676).
- 1775: Domingo María Ripoll, poeta español (n. 1725).
- 1784: Conde de Saint Germain, aristócrata francés (n. 1710).
- 1800: María Adelaida de Francia, aristócrata francesa (n. 1732).
- 1827: Simón de Rojas, botánico español (n. 1777).
- 1844: Domingo Nieto, militar, político y presidente peruano (n. 1803).
- 1854: Félicité Robert de Lamennais, filósofo y teólogo francés (n. 1782).
- 1874: Carlos Manuel de Céspedes, militar y político cubano, primer presidente de la República en Armas (n. 1819).
- 1887: Aleksandr Borodín, compositor ruso (n. 1833).
- 1890: Pedro Ogazón, abogado, militar y político mexicano (n. 1821).
- 1894: Dámaso Zabalza, compositor y pianista español (n. 1835).
- 1924: Fortunato Anzoátegui, empresario y diplomático uruguayo (n. 1876).
- 1928: Juan Vázquez de Mella, político y escritor español (n. 1861).
- 1934: José Llimona, escultor español (n. 1863).
- 1936: Iván Pávlov, fisiólogo ruso, premio Nobel de Medicina en 1904 (n. 1849).
- 1937: Hosteen Klah, nádleehi, persona artista, curandera y practicante ceremonial navaja (n. 1867).
- 1939: Nadezhda Krúpskaya), revolucionaria soviética, esposa de Lenin (n. 1869).
- 1940: Peter Behrens, arquitecto y diseñador alemán (n. 1868).
- 1943: Kostis Palamás, poeta griego (n. 1859).
- 1955: Fructuós Gelabert, cineasta y fotógrafo español (n. 1874).
- 1960: Ettore Chimeri, piloto de automovilismo venezolano (n. 1921).
- 1962: Elise Cowen, poetisa estadounidense de la generación beat (n. 1933).
- 1962: Gastone Gambara, militar italiano (n. 1890).
- 1968: Manuel Giménez Fernández, ministro de la II República española (n. 1896).
- 1970: Salvador Reyes, escritor y periodista chileno (n. 1899).
- 1971: Daniel Llorente Federico, obispo español (n. 1887).
- 1975: Francisco Laureana, argentino acusado de ser un asesino serial (n. 1952).
- 1976: Mijaíl Jozin, militar soviético (n. 1896).
- 1977: John Dickson Carr, escritor estadounidense (n. 1906).
- 1985: Henry Cabot Lodge, Jr., político estadounidense (n. 1902).
- 1985: Francisco de Paula, actor argentino (n. 1914).
- 1989: Paul Oswald Ahnert (91), astrónomo alemán (n. 1897).
- 1989: Mauricio Garcés (62), actor mexicano (n. 1926).
- 1989: Konrad Lorenz (85), naturalista austríaco (n. 1903).
- 1989: Boris Skossyreff (93), aventurero y estafador ruso (n. 1896); entre el 11 y el 20 de julio de 1934 se autoproclamó «rey de Andorra» como Boris I.
- 1989: Francisco de Paula (75), actor de cine argentino (n. 1914).
- 1991: Julieta Palavicini, actriz mexicana (n. 1916).
- 1993: Lillian Gish, actriz estadounidense (n. 1893).
- 1994: Antonio de Senillosa, escritor y político español (n. 1928).
- 1998: George H. Hitchings, médico estadounidense, premio Nobel de Medicina en 1988 (n. 1905).
- 1998: J. T. Walsh, actor estadounidense (n. 1943).
- 2001: José García Nieto, escritor y poeta español (n. 1914).
- 2003: José María Codón, abogado y ensayista español (n. 1913).
- 2003: Wolfgang Larrazábal, militar venezolano (n. 1911).
- 2004: Paul Sweezy, economista estadounidense.
- 2008: Ivan Rebroff, cantante alemán (n. 1931).
- 2011: Amparo Muñoz, actriz y modelo española (n. 1954).
- 2011: Moacyr Scliar, escritor brasileño (n. 1937).
- 2011: Pepín Martín Vázquez, torero español (n. 1927).
- 2013: María Asquerino, actriz española (n. 1925).
- 2013: Van Cliburn, pianista estadounidense (n. 1934).
- 2013: Stéphane Hessel, diplomático, escritor, y militante político francés (n. 1917).
- 2013: Adolfo Zaldívar, político, abogado y catedrático chileno.
- 2015: Leonard Nimoy, actor estadounidense conocido por su papel del Sr. Spock en Star Trek (n. 1931).
- 2015: Julio César Strassera, abogado y fiscal argentino (n. 1933).
- 2015: Boris Nemtsov, político ruso (n. 1959).
- 2016: Francisco Kraus Trujillo, barítono español (n. 1926).
- 2017: Carlos Humberto Romero, militar y político salvadoreño, presidente de El Salvador entre 1977 y 1979 (n. 1924).
- 2018: Gabriel Cruz Ramírez, menor cuya desaparición y asesinato conmocionó a la sociedad española (n. 2009).[10]
- 2018: Luciano Benjamín Menéndez, militar y criminal de lesa humanidad argentino (n. 1927).
- 2018: Quini, futbolista español (n. 1949).
- 2018: Hugo Santiago Muchnik, cineasta argentino (n. 1939).
- 2019: José Pinto, ganadero y concursante de televisión español (n. 1961).
- 2022: José Fernández Álvarez, empresario español (n. 1937).
- 2024: Camila Perissé, actriz, bailarina y vedette argentina (n. 1954).
- 2025: Borís Spaski, ajedrecista ruso (n. 1937).

## Celebraciones
- Día Mundial de las ONG.

- Día Internacional del Oso Polar.[11]

- Día Mundial de la Anosmia.[12]

 Por países
(Por orden alfabético)
- Argentina: 
  - Día en que se iza por primera vez la bandera.[13]Creación de la Bandera Nacional Argentina.[14]

- Ecuador: 
  - Día del Civismo.

- El Salvador: 
  - Día del Citotecnólogo Salvadoreño.

- República Dominicana: 
  - Día de la Independencia.

### Santoral católico

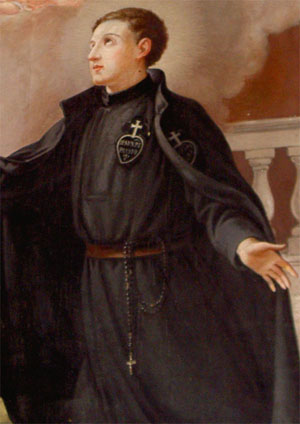
San Gabriel de la Virgen de los Dolores, patrono de la Juventud.

- Santos Julián y Euno de Alejandría, mártires (s. III).[15]
- San Besa de Alejandría, mártir (s. III).[15]
- Santa Honorina de Rouen, virgen y mártir.[15]
- San Baldomero de Lyon, subdiácono (f. c. 660).[15]
- Santos Basilio de Constantinopla y Procopio Decapolita, monjes (f. 741).[15]
- San Hipólito de Jura, abad y obispo (f. c. 770).[15]
- San Gregorio de Nerek, monje, doctor de los armenios (f. 1005).
- San Lucas de Mesina, abad (f. 1149).[15]
- Santa Ana Line, viuda y mártir (f. 1601).[15]
- Beato Guillermo Richardson, presbítero y mártir (f. 1603).[15]
- Beata Francisca Ana de la Virgen de los Dolores, virgen (f. 1855).[15]
- San Gabriel de la Virgen de los Dolores, acólito (f. 1862).[15](imagen ilustrativa). La Iglesia católica lo venera como patrono de la juventud, junto con San Luis Gonzaga.
- Beata María de Jesús Deluil Martiny, virgen (f. 1884).[15]
- Beata María de la Caridad del Espíritu Santo, virgen (f. 1943).